# Tour du lépreux
 (décembre 2023).
Si vous disposez d'ouvrages ou d'articles de référence ou si vous connaissez des sites web de qualité traitant du thème abordé ici, merci de compléter l'article en donnant les références utiles à sa vérifiabilité et en les liant à la section « Notes et références ».
La Tour du lépreux est une tour située à l'angle sud-ouest de l'enceinte romaine d'Aoste, au croisement entre la rue Jean-Boniface Festaz et la rue Jean-Joconde Stévenin.

## Histoire
La tour du lépreux fut bâtie sur les ruines d'une ancienne tour romaine et était connue initialement comme Tour Friour ou Tour de Friours, d'après le nom de la famille qui y habitait. Les De Friour, dont le nom a été mentionné pour la première fois en 1191 dans un document, occupaient également la Porta Decumana, aujourd'hui disparue.
La tour fut abandonnée par la suite et dénommée localement Tour de la frayeur.
Après plusieurs changements de propriété, elle fut achetée par l'Ordre de Saint-Maurice en 1773 pour faire partie de l'hospice de charité fondé par Jean-Boniface Festaz. Le nom actuel dérive du fait qu'un lépreux nommé Pierre-Bernard Guasco, originaire d'Oneille, y fut renfermé de 1773 à 1803. Son histoire a inspiré le dialogue Le Lépreux de la cité d'Aoste de l'écrivain savoisien Xavier de Maistre, publié en 1811.
En 1890, la tour fut restaurée par les soins de l'Office régional des monuments de Piémont et de Ligurie dirigé par le portugais Alfredo d'Andrade. Elle appartient aujourd'hui à la région autonome Vallée d'Aoste qui en a fait un lieu d'expositions.

## Architecture
La tour du lépreux a été fondée sur une tour romaine dont des fouilles datant du XIXe siècle ont montré la structure originale. Une tour médiévale remontant au XVe siècle, à plan carré, a été ajoutée par la suite. On y accédait par un escalier extérieur couvert. L'accès aux étages se faisait à travers un escalier en colimaçon intérieur.
La plupart des anciennes fenêtres romaines ont été fermées.

## Galerie de photos

La façade sud de la tour.
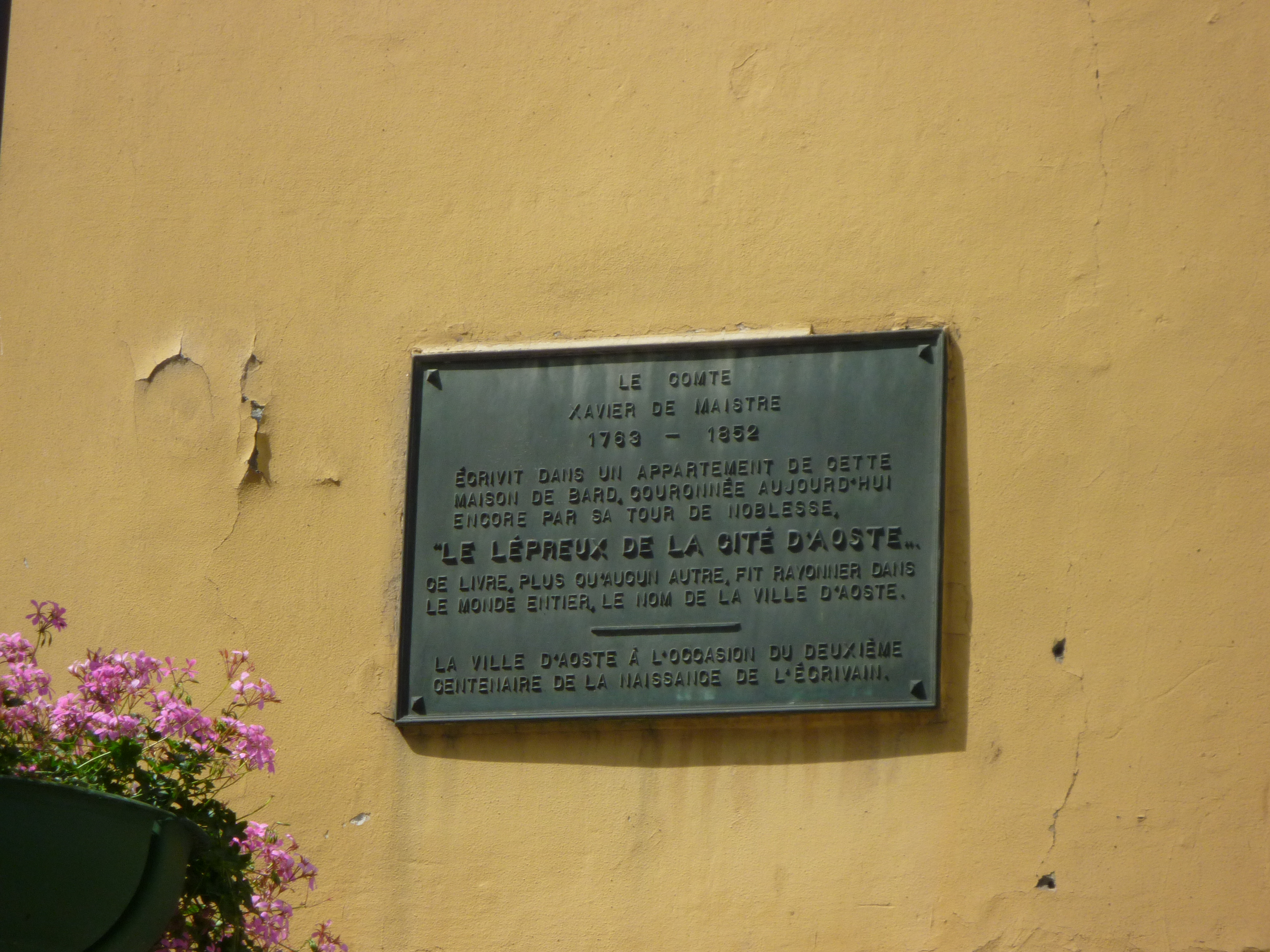
Plaque sur l'avenue Conseil des Commis dédiée à Xavier de Maistre, auteur du récit Le Lépreux de la cité d'Aoste
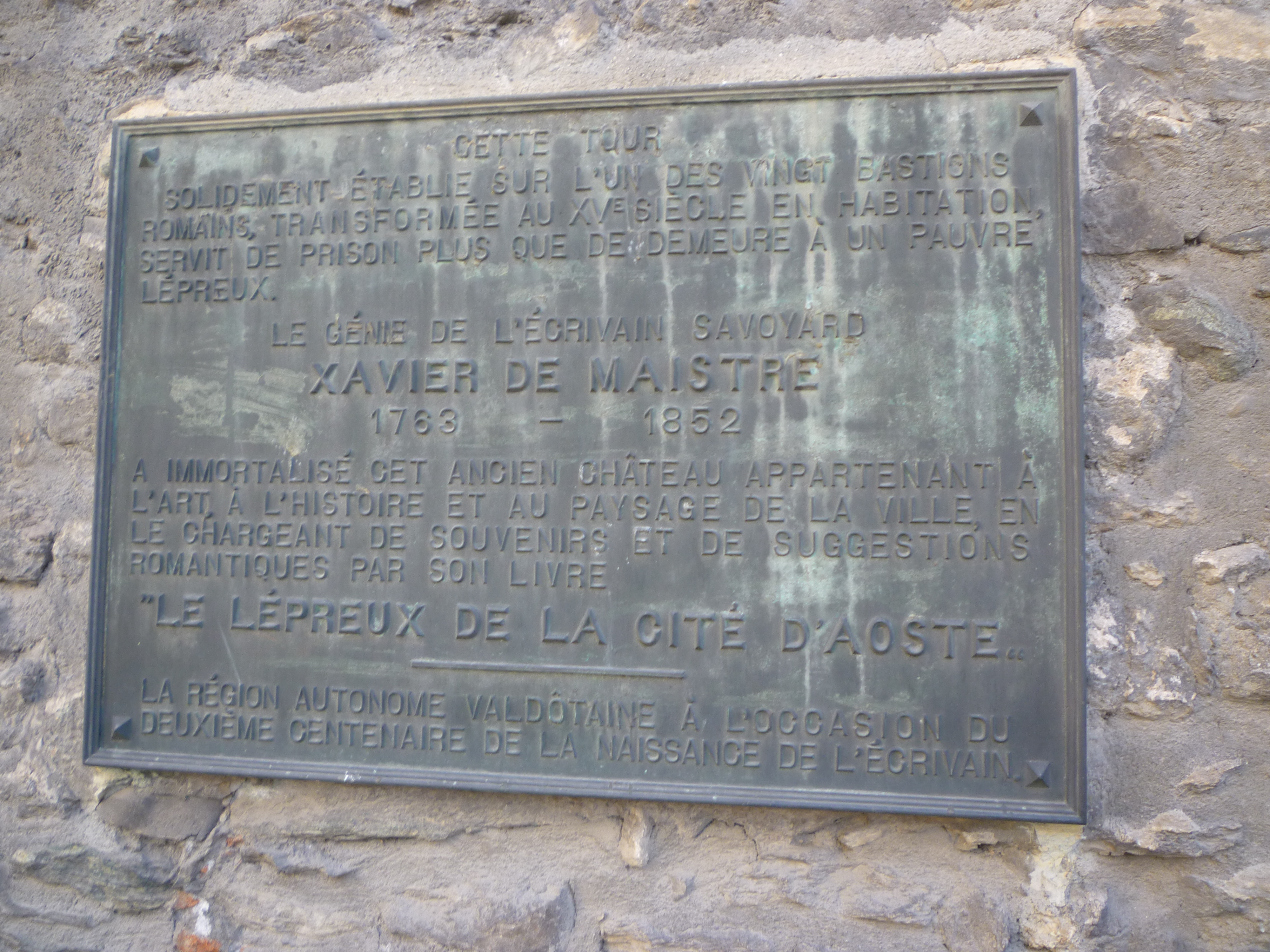
Plaque dédiée à Xavier de Maistre sur la tour du lépreux.